# Hego
Hego (tudi Heqo) je bog neba pri Kafih v Etiopiji. 
Hego je tudi bog sonca in usode. Kot bog usode ljudjem podeljuje srečo in nesrečo.